# Longyan
Lóngyán 龙岩 er en by på præfekturniveau i den sydvestlige del af provinsen Fujian i Folkerepublikken Kina. Den ligger ved de øvre dele af floden Jiulong.
Det samlede areal er på 19.028,3 km², og indbyggertallet 2.760.000 (2007).
Longyan grænser til Sanming i nord, Quanzhou i øst, Zhangzhou i sydøst, og til provinserne Jiangxi og Guangdong i vest og syd.
Longyan er et strategisk center for godsdistribution til Xiamen, Quanzhou og Zhangzhou, og en indfaldsport for handlen med provinserne Guangdong og Jiangxi.
Longyan er rig på naturressourcer, med vigtige mineralforekomster og store skove.

## Administrative enheder
Longyan administrerer et distrikt, et byamt og fem amterr.
- Distriktet Xinluo (新罗区)
- Byamtet Zhangping (漳平市)
- Amtet Changting (长汀县)
- Amtet Yongding (永定县)
- Amtet Shanghang (上杭县)
- Amtet Wuping (武平县)
- Amtet Liancheng (连城县)

## Trafik
Kinas rigsvej 319 fører gennem bypræfekturet. Vejen begynder i Xiamen, løber nordvestover gennem provinserne Fujian, Jiangxi, Hunan, og Chongqing, til den ender i Chengdu, hovedstaden i provinsen Sichuan.

## Historie
I 736 etablerede Tang-dynastiet præfekturet Tingzhou i det vestlige Fujian (eller «Minxi» (闽西), og det administrerede amterne Changting, Huanglian og Xinluo. Seks år senere fik Xinluo navnet Longyan efter en spektakulær grotte i området.
På grund af de årelange evindelige stridigheder nord på den centralkinesiske slette mellem kinesere og indtrængere fra nord, drog mange hankinesere sydover. En stor gruppe af dem tog til Longyan. Dette var hakkaerne. Byen Changting omtales ofte som hakkaernes hjem, og floden Tingjiang som hakkafolkets «moderflod».
Minxi var et strategisk baseområde under den kinesiske borgerkrig.
25°05′17″N 117°01′28″Ø / 25.08806°N 117.02444°Ø